# Tillandsia moronensis
Tillandsia moronensis là một loài thực vật có hoa trong họ Bromeliaceae. Loài này được Ehlers mô tả khoa học đầu tiên năm 2000.